# Sendmail
Sendmail是一種多用途、支援多種協定的跨網路電子郵件傳送代理軟體，由艾瑞克·奧爾曼（Eric Allman）所開發，於1983年隨著BSD 4.1c首次發行。

## 概要
在ARPANET時期，艾瑞克·歐曼開發了delivermail軟體，隨附在BSD 4.0與4.1版。隨著TCP/IP協定問世並且為BSD 4.1c所納入支援，他以delivermail為基礎另外分支出Sendmail。
2001年時的調查，網際網路上的郵件伺服器有42%使用Sendmail。但之後由於多次被發現重大的安全性漏洞，且其設定檔過於複雜造成較高的學習門檻等因素，導致市佔率下滑。2012年元月由E-Soft公司做的調查，僅12.43%的郵件伺服器使用Sendmail。其市佔率被Exim、Postfix、Microsoft Exchange Server等新興的郵件傳送代理軟體所瓜分。

## 後續發展
下一世代的Sendmail最初命名為「Sendmail X」（先前名為「Sendmail 9」），但程式碼並不是分支自現有的Sendmail 8.x版，第一版已於2005年10月30日發行。授權許可與Sendmail 8.x相同。。
Sendmail X的最後一版smX-1.0.PreAlpha7.0，於2006年5月20日發行。之後由新的計劃「MeTA1」所取代。

## 外部連結
- Sendmail Consortium（页面存档备份，存于）
- Sendmail, Inc.（页面存档备份，存于）
- MeTA1（页面存档备份，存于）